# عقل الزن، عقل المبتدئ
عقل الزِن، عقل المبتدئ (بالإنجليزية: Zen Mind, Beginner's Mind)‏ هو كتاب تعاليم من تأليف شونريو سوزوكي، وهو عبارة عن تجميع لخطب تم تقديمها في مركز الزِن التابع له في لوس ألتوس، كاليفورنيا.

## نبذة
نُشر الكتاب في 1970 بواسطة Weatherhill، وهو ليس كتاباً أكاديمياً، ولكنه يحتوي على نسخة صريحة ومباشرة لخُطب سوزوكي التي سجلها تلميذه ماريان ديربي. قام ترودي ديكسون وريتشارد بيكر (كان بيكر خليفة سوزوكي) بتحرير المحادثات باختيار تلك الأكثر أهمية وترتيبها ضمن فصول. وبنظر البعض، فقد أصبح هذه الكتاب من الكلاسيكيات في مجال الروحانيات، يساعد هذا الكتاب القارئ على التحرر من فخ المنطق. كتب بودين كجولهدي، رئيس دير مركز روتشستر للزِن، أنَّه، جنباً إلى جنب مع كتاب فيليب كابليو «ركائز الزن الثلاثة (1965)»، يعد «عقل الزِن، عقل المبتدئ» واحداً من أكثر الكتب تأثيراً على الزِن في العالم الغربي.